# Delouis
Delouis  est une entreprise française, originaire de Limoges, localisée dans les monts de Châlus, au pays des feuillardiers, sur la commune de Champsac, et spécialisée dans la fabrication de condiments. Elle est l’une des PME limousines spécialisées dans les productions haut-de-gamme.

## La société
Au milieu du XIXe siècle, Georges Delouis, entreprend de se lancer dans la fabrication artisanale de vinaigre. 
Il achète, une vinaigrerie située 39 rue de Beaupuy à Limoges, qui reste ouverte jusqu'en 2006.
Son fils Pierre, maître-vinaigrier, lui succède et son petit-fils, Philippe, donne à l’entreprise une dimension supplémentaire en construisant, en 1976, une unité de production à Champsac, à proximité de Châlus.
L'entreprise produit alors des vinaigrettes et des sauces haut de gamme à base de produits naturels, et des mayonnaises qualité traiteur.
En 1999, l’unité de fabrication de Champsac est agrandie et modernisée. 
En 2004, Philippe Delouis cède l'entreprise à la société Charbonneaux-Brabant, une maison de Reims, créée en fondée en 1797, et spécialisée dans les mêmes métiers.
En 2006, la vinaigrerie de Limoges est fermée.
En 2012, Delouis a 45 salariés, et réalise un chiffre d’affaires de 11 M€, dont 20 % à l’export.
En 2020, Delouis lance la première gamme de condiments et assaisonnements aux ingrédients 100% origine France et sponsorise même la filière de la culture de moutarde BIO en Limousin.

## Les produits
L’entreprise fabrique de la moutarde, vinaigrette, mayonnaise et autres sauces traditionnelles de la gastronomie française.
La marque Delouis France est principalement présente en Nouvelle-Aquitaine et à l'export et réalise une gamme de produits biologiques présente, elle, sur l'ensemble du territoire français

## Qualifications et certifications professionnelles
L’entreprise dispose de son propre laboratoire de recherche et développement pour le développement de nouvelles recettes et d'un panel de dégustation. Certifiée  IFS (niveau supérieur) et BRC, des certifications garantissant le respect de règles strictes HACCP,  une traçabilité totale de sa production et des contrôles bactériologiques et physico-chimiques constants en matière de production agroalimentaire. La maison Delouis est aussi engagée dans une démarche RSE récompensée par le label PME+ et dispose notamment de sa propre station d’épuration.

## Recherche et innovations
La maison Delouis est l’inventeur, en 1991, de la première mayonnaise sans conservateur.
Dès le début des années 2000, Delouis innove dans des recettes de sauces vinaigrettes "comme à la maison" avec des ingrédients naturels et où l'huile et le vinaigre restent séparés. Cela nécessite simplement d'agiter avant de servir.

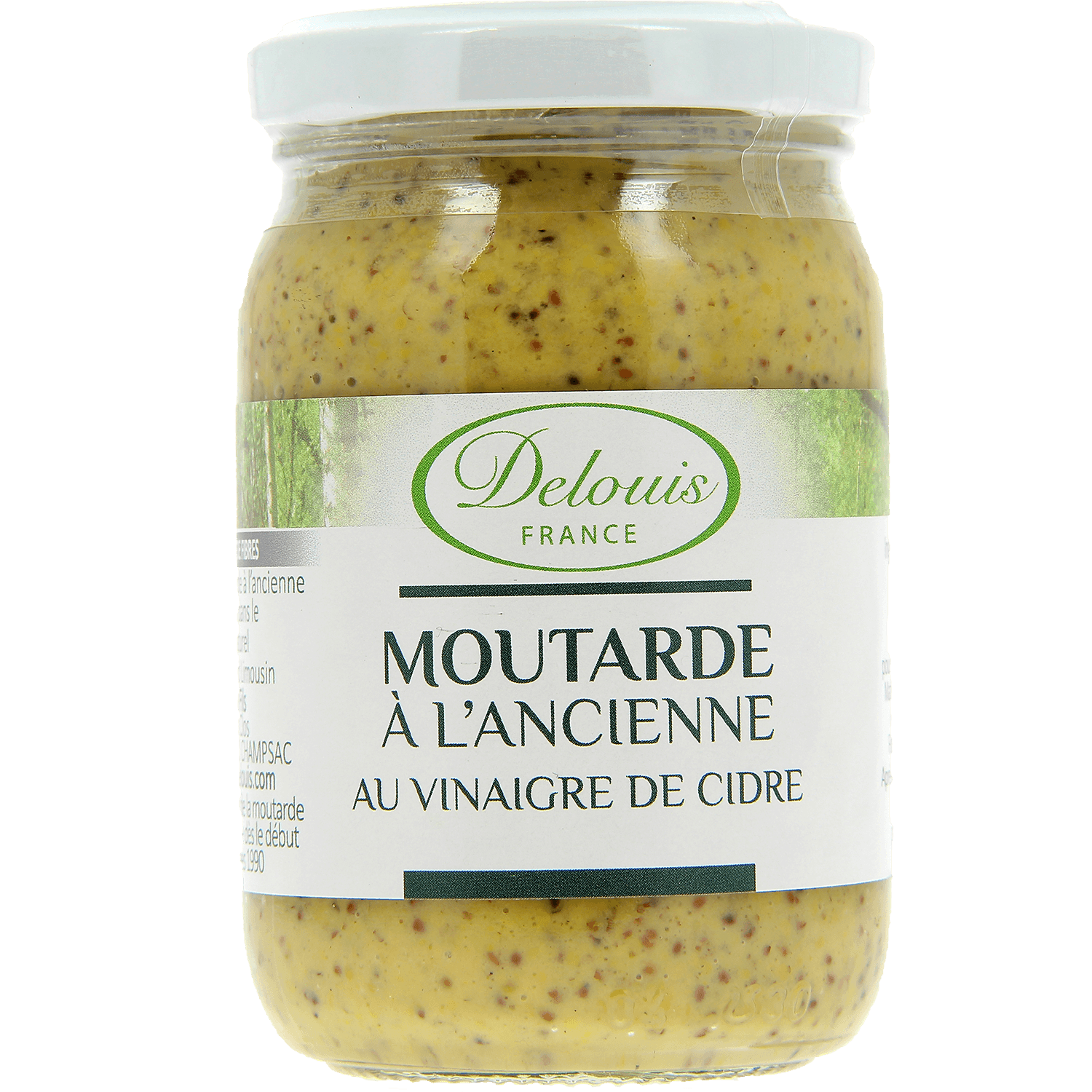
la moutarde, produit phare de la production Delouis

## Marchés
Positionnée sur le segment supérieur de son marché, la société vend exclusivement aux professionnels : grossistes et détaillants (magasins spécialisés BIO, épiceries fines ou rayons épicerie fines de certaines grandes surfaces, restaurateurs et importateurs). La société Delouis est aussi spécialisée dans la fabrication à façon. 
Si les produits sont principalement commercialisés en France, une partie de la production est écoulée à l'export, entre autres en Australie, au Japon, aux Etats-Unis, en Argentine, en Espagne, en Allemagne et au Royaume-Uni.